# Medicinsk encyklopædi
En medicinsk encyklopædi er en encyklopædi om lægevidenskab, der indeholder artikler om sygdomme, symptomer, læsioner/fysiske traumer, undersøgelsesmetoder og behandlingsformer. Det indeholder også et større bibliotek med medicinske fotografier og illustrationer. Som altid med denne slags informationskilder, skal man være opmærksom på at oplysningerne heri ikke kan bruges til at stille egne diagnoser eller erstatte konsultationen hos lægen. 
Encyklopædi Lægehåndbogen. Lægehåndbogen er et elektronisk opslagsværk, som ejes af Danske Regioner og de 5 regioner. Lægehåndbogen er en del af den fælles offentlige sundhedsportal – sundhed.dk. Lægehåndbogen indeholder ca. 3.000 sygdomsartikler og over 2.000 illustrationer i form af medicinske tegninger, røntgenbilleder, animationer og fotos. Det er gratis at bruge Lægehåndbogen for både sundhedsprofessionelle og borgere. Lægehåndbogen er ikke finansieret af reklamer og er uafhængig af kommercielle interesser.